# Glen Constantin
Glen Constantin (né le 23 décembre 1964 à Québec, Québec, Canada) est un entraîneur de football canadien œuvrant actuellement en tant qu’entraîneur-chef de l’équipe de football du Rouge et Or de l’Université Laval, faisant partie de la Fédération québécoise du sport étudiant (FQSE), et de U Sports . Il est l'entraîneur le plus décoré de la ligue universitaire canadienne.

## Jeunesse
Constantin grandit dans la Haute-Ville de Québec non loin du campus de l'Université Laval. Fils de Cécile Tanguay et de Gaston Constantin, il fut initié assez tôt au football par ce dernier qu'il perdit subitement à l'âge de 11 ans. De son père, il retiendra notamment l'intérêt pour le football et l'anglais, la langue paternelle.

## Parcours académique
À son école secondaire - le St. Patrick's High School de Québec - il arrive à se tailler une place dans l'équipe de football. Il joue autant à l'offensive qu'à la défensive, mais déjà son intérêt et son talent pour la défensive se manifestent. 
Très tôt, Constantin flirt avec le football américain pratiqué au sud de la frontière. Adolescent, il se paie lui-même des camps estivaux à Fairfield - la langue anglaise n'est pas un obstacle pour lui - avec ses économies cumulées à l'aide de petits emplois. À Fairfield, ancien emplacement d'entraînement des Giants de New York, il fait l'expérience du niveau élevé de l'entraînement pratiqué aux États-Unis. Il y côtoya certains joueurs des Giants qui apportaient leur collaboration aux camps, tels Phil Simms et Lawrence Taylor.  Ces expériences commencent déjà à forger chez le jeune Constantin la vision de l'entraîneur qu'il deviendra. 
Après un passage au Cégep Champlain de Lennoxville où il poursuit sa carrière amateur de football, il s'inscrit en éducation physique à l'Université d'Ottawa d'où il obtint son diplôme en 1990. Il passe quatre ans dans la capitale canadienne tout en jouant pour les Gee-Gees, l'équipe universitaire. Tour à tour, il occupe les positions de secondeur, ailier défensif, plaqueur et garde à l'offensive.
Il aurait aimé prolonger sa carrière de football au niveau professionnel, mais il n'arrive pas à se démarquer lors d'un camp présaison avec les Rough Riders d'Ottawa et ses nombreuses blessures aux genoux mettent définitivement un terme à ses ambitions.  

## Carrière d'entraîneur
Lors de sa tentative avec les Rough Riders, Constantin croise son ancien entraîneur au Cégep, Ian Breck devenu entraîneur-chef des Gaiters, qui l'invite à l'Université Bishop's. Il y reste quatre ans comme superviseur des secondeurs et de la ligne défensive, contribuant à édifier la meilleure défensive du circuit universitaire.  
Après son expérience à Lennoxville, il tente sa chance dans la NCAA comme assistant avec les Cougars de Houston.  C'est là qu'il fait la connaissance de Jim Washburn qui deviendra coach de ligne défensive dans la NFL. Une amitié s'est construite entre les deux hommes qui perdurera par la suite. En 1996, après deux ans à Houston, il revient dans sa ville natale, Québec, comme coordonnateur défensif avec le Rouge et Or. 
Son expérience dans la NCAA se poursuivra quelques années plus tard comme entraîneur bénévole à l'école de football des Wolverines du Michigan. Suite à d'heureuses coïncidences, il s'adonne à croiser Lloyd Carr, alors entraîneur de la ligne tertiaire des Wolverines et  maintenant membre du College Football Hall of Fame. Celui-ci l'invite comme coach à son école de football.  Éventuellement, Constantin fera aussi la connaissance de Bobby Morrison et Jim Herrmann qui deviendra entraîneur des secondeurs chez les Giants. 
C'est en 2001 que Constantin devient entraîneur-chef pour le Rouge et Or. Depuis lors, sa passion pour le football  et pour la formation des jeunes joueurs ne se dément toujours pas. 

## Honneurs
- Onze Coupes Vanier (dont 10 comme entraîneur-chef)[1]
- Quinze Coupes Dunsmore (dont 13 comme entraîneur-chef)[1]
- Dix fois entraîneur-chef de l'année au Québec (2005,2008, 2009, 2010, 2012, 2015, 2017, 2018, 2019, 2022)[2]
- Deux fois entraîneur de l'année du U Sports (trophée Frank Tindall, 2005 et 2010)[2]
- Cinq fois entraîneur de l'année au Québec, tout sport confondu (2004, 2005, 2007, 2009 et 2011)[2]
- Trois fois vainqueur du NFL Global Junior Championship à titre de coordonnateur défensif (2005, 2006 et 2007)[2]
- En date du 16 octobre 2022, il devient l'entraîneur le plus victorieux du football universitaire canadien avec 197 victoires[4]

Constantin a toujours eu l'ambition d'implanter dans le football universitaire canadien le niveau de jeu dont il a été témoin dans la NCAA et il est considéré comme une composante majeure dans les succès du Rouge et Or football.  Dès le départ son intention était de faire de l'équipe de l'Université Laval une puissance au Québec et de faire du Québec une puissance du football.  Vingt ans plus tard, plusieurs observateurs s'entendent pour affirmer qu'il a réussi.